# Kurza Dolinka

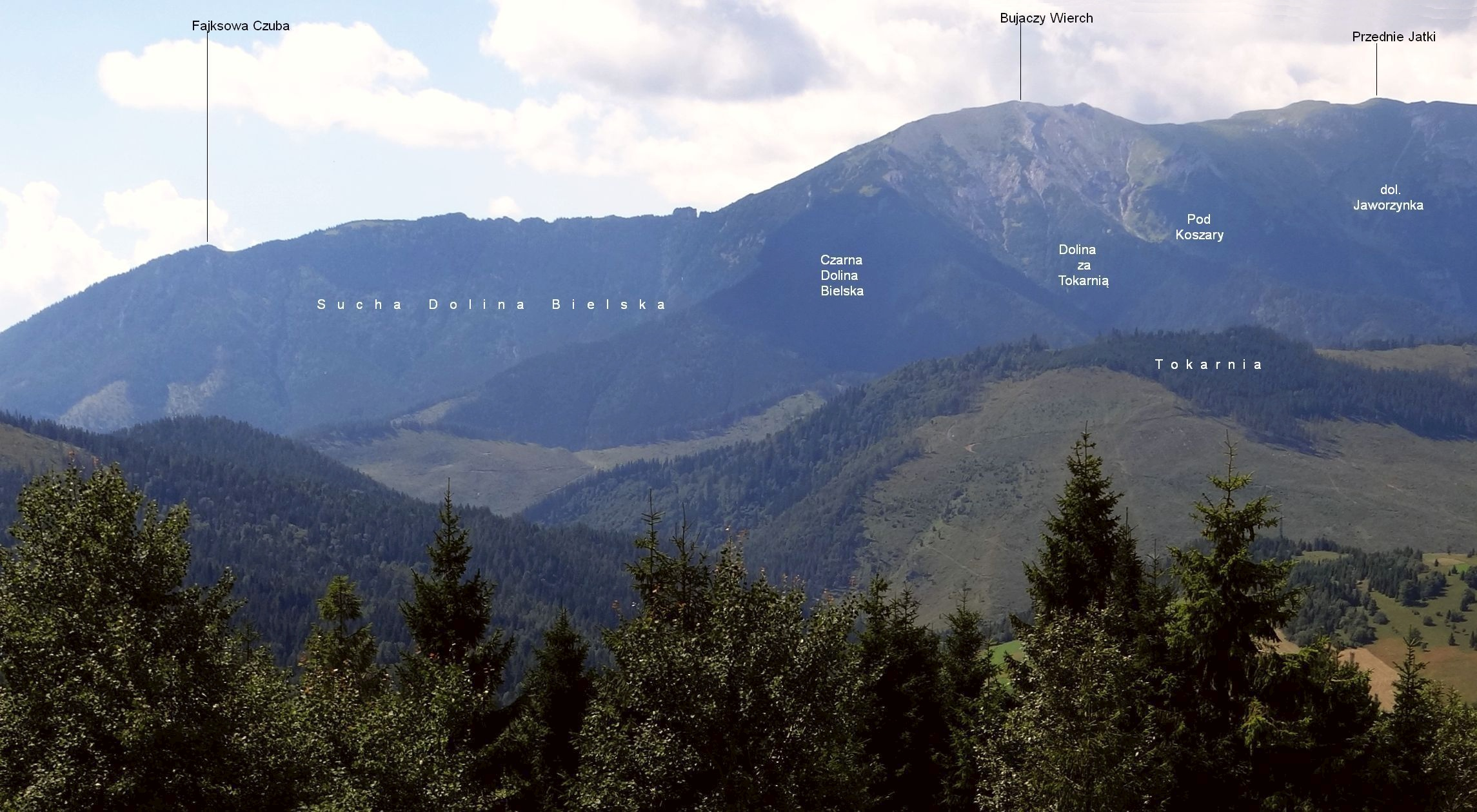
Widok z Magury Spiskiej

Kurza Dolinka (słow. Kuria dolina) – najwyższa część Doliny za Tokarnią na północnej stronie słowackich Tatr Bielskich.
W polskiej tatrologii istnieje zamieszanie w nazewnictwie tej doliny. Słowacy dla całej doliny stosują nazwę Babia dolina, tymczasem w nazewnictwie polskim ma ona aż 3 nazwy. Najwyższa część to Kurza Dolinka, środkowa to Babia Dolina, a dolna to Dolina za Tokarnią, W.H. Paryski zaś podaje nazwę Babia Dolina dla całej górnej części, nie opisując pozostałych. Nieznane są źródła takiego nazewnictwa, brak też ustaleń, w którym miejscu Dolinka Kurza zamienia się w Babią Dolinę.
Kurza Dolinka opada spod szczytu Bujaczego Wierchu (1947 m) w kierunku północnym. Jej zachodnie zbocza tworzy północny grzbiet Bujaczego Wierchu, wschodnie grzbiet Margica. W dolinie jest dobrze zachowana i bujna roślinność. Z powodu stromości zboczy dla pasterstwa była bezużyteczna i nie wyrządziło jej tutaj krzywdy. Władysław Cywiński pisze, że brak w niej śladów działalności ludzi i jest to jedna z najdzikszych dolin całych Tatr, Porastają ją gąszcza kosodrzewiny poprzecinane korytami żlebków. Brak ścieżek, najrozsądniejsze przejście prowadzi środkowym, największym żlebem. Są w nim niewysokie progi skalne, ich obejście wymaga przedzierania się przez kosodrzewinę.
Dolina znajduje się na obszarze ochrony ścisłej TANAP-u i nie prowadzi przez nią żaden szlak turystyczny. 